# Highmore
Highmore is een plaats (city) in de Amerikaanse staat South Dakota, en valt bestuurlijk gezien onder Hyde County.

## Demografie
Bij de volkstelling in 2000 werd het aantal inwoners vastgesteld op 851.
In 2006 is het aantal inwoners door het United States Census Bureau geschat op 777, een daling van 74 (-8,7%).

## Geografie
Volgens het United States Census Bureau beslaat de plaats een oppervlakte van
4,9 km², geheel bestaande uit land. Highmore ligt op ongeveer 575 m boven zeeniveau.

## Plaatsen in de nabije omgeving
De onderstaande figuur toont nabijgelegen plaatsen in een straal van 40 km rond Highmore.